# Рыбалко, Борис Андреевич
Борис Андреевич Рыбалко (укр. Борис Андрійович Рибалко; род. 1 мая 1952, Шевченко, Черниговская область) — бригадир проходчиков отдельного подразделения «Шахтостроительное управление» государственного предприятия «Свердловантрацит», Луганская область. Герой Украины (2011).

## Биография
Родился 1 мая 1952 года в селе Шевченко Бахмачского района Черниговской области. Отец — офицер-фронтовик, мать — школьная учительница. В семье было шестеро детей, Борис — четвёртый.
В 1970 году окончил Антрацитовское профессионально-техническое училище № 41.
Трудовую деятельность начал в июле 1970 году в шахтостроительном управлении № 5 комбината «Свердловантрацит» Луганской области слесарем-сантехником, а с сентября этого же года работал проходчиком.
В 1971—1973 годах служил в рядах Советской Армии. После демобилизации вернулся на прежнее место работы. В 1980 году был выбран бригадиром проходчиков. На этой должности работает до настоящего времени.
Член Партии регионов.

## Награды и звания
- Герой Украины (с вручением ордена Державы) — за выдающийся личный вклад в развитие отечественного топливно-энергетического комплекса, достижение высоких показателей в производстве, многолетний самоотверженный труд (23.08.2011).
- Награждён орденом «За заслуги» ІІІ степени (23.08.2002).
- Награждён знаками «Шахтёрская слава» и «Шахтёрская доблесть» трёх степеней.
- Заслуженный шахтёр Украины (2006).